# Ilia Giorgadze
Ilia Giorgadze (ur. 12 stycznia 1978 w Kutaisi) – gruziński gimnastyk.

## Życiorys
Uczestnik  Letnich Igrzysk Olimpijskich w 1996, 2000 oraz w 2004.

## Wyniki

### Letnie Igrzyska Olimpijskie w  1996
Gimnastyka sportowa
| Konkurencja            | Konkurencja                 | Eliminacje | Eliminacje | Finał     | Finał   | Źródło |
| Konkurencja            | Konkurencja                 | Punktacja  | Pozycja    | Punktacja | Pozycja | Źródło |
| ---------------------- | --------------------------- | ---------- | ---------- | --------- | ------- | ------ |
| wielobój indywidualnie | Ćwiczenia wolne             | 19.062     | 28.        | 9.525     | 22.     | [ 1 ]  |
| wielobój indywidualnie | Skok przez konia            | 18.475     | 81.        | 9.375     | 26.     | [ 1 ]  |
| wielobój indywidualnie | Ćwiczenia na poręczach      | 18.450     | 57.        | 9.450     | 27.     | [ 1 ]  |
| wielobój indywidualnie | Ćwiczenia na drążku         | 17.875     | 78.        | 9.612     | 21.     | [ 1 ]  |
| wielobój indywidualnie | Ćwiczenia na kółkach        | 18.525     | 65.        | 9.325     | 34.     | [ 1 ]  |
| wielobój indywidualnie | Ćwiczenia na koniu z łękami | 18.812     | 42.        | 9.512     | 26.     | [ 1 ]  |
| wielobój indywidualnie | Suma punktów                | 111.199    | 41. (q)    | 56.799    | 25.     | [ 1 ]  |

### Letnie Igrzyska Olimpijskie w  2000
Gimnastyka sportowa
| Konkurencja            | Konkurencja                 | Eliminacje | Eliminacje | Finał     | Finał   | Źródło |
| Konkurencja            | Konkurencja                 | Punktacja  | Pozycja    | Punktacja | Pozycja | Źródło |
| ---------------------- | --------------------------- | ---------- | ---------- | --------- | ------- | ------ |
| wielobój indywidualnie | Ćwiczenia wolne             | 9.337      | 30.        | NQ        | NQ      | [ 1 ]  |
| wielobój indywidualnie | Skok przez konia            | 9.262      | 54.        | NQ        | NQ      | [ 1 ]  |
| wielobój indywidualnie | Ćwiczenia na poręczach      | 9.637      | 12.        | NQ        | NQ      | [ 1 ]  |
| wielobój indywidualnie | Ćwiczenia na drążku         | 9.737      | 7.         | NQ        | NQ      | [ 1 ]  |
| wielobój indywidualnie | Ćwiczenia na kółkach        | 9.450      | 44.        | NQ        | NQ      | [ 1 ]  |
| wielobój indywidualnie | Ćwiczenia na koniu z łękami | 9.525      | 40.        | NQ        | NQ      | [ 1 ]  |
| wielobój indywidualnie | Suma punktów                | 56.948     | 12         | NQ        | NQ      | [ 1 ]  |

### Letnie Igrzyska Olimpijskie w  2004
Gimnastyka sportowa
| Konkurencja            | Konkurencja                 | Eliminacje | Eliminacje | Finał     | Finał   | Źródło |
| Konkurencja            | Konkurencja                 | Punktacja  | Pozycja    | Punktacja | Pozycja | Źródło |
| ---------------------- | --------------------------- | ---------- | ---------- | --------- | ------- | ------ |
| wielobój indywidualnie | Ćwiczenia wolne             | 9.437      | 36.        | 8.737     | 22.     | [ 1 ]  |
| wielobój indywidualnie | Skok przez konia            | 9.350      | 54.        | 9.337     | 19.     | [ 1 ]  |
| wielobój indywidualnie | Ćwiczenia na poręczach      | 9.600      | 28.        | 9.662     | 10.     | [ 1 ]  |
| wielobój indywidualnie | Ćwiczenia na drążku         | 9.075      | 7.         | 8.462     | 24.     | [ 1 ]  |
| wielobój indywidualnie | Ćwiczenia na kółkach        | 9.450      | 51.        | 9.487     | 18.     | [ 1 ]  |
| wielobój indywidualnie | Ćwiczenia na koniu z łękami | 9.100      | 57.        | 9.587     | 9.      | [ 1 ]  |
| wielobój indywidualnie | Suma punktów                | 56.012     | 22.        | 55.272    | 22.     | [ 1 ]  |